# Staten Buenos Aires
Staten Buenos Aires  (spanska: Estado de Buenos Ayres) var en utbrytarrepublik som skapades då regeringen i Argentinska konfederationen avsattes i Buenos Aires-provinsen den 11 september 1852. Staten Buenos Aires erkändes aldrig av Argentinska konfederationen eller andra stater; däremot förblev området nominellt självständigt under egen regering och konstitution. Buenos Aires återinträdde i Argentinska konfederationen efter Slaget vid Pavón.

### Fotnoter
1. ↑  ”Nordisk familjebok”. 19 mars 1913. https://runeberg.org/nfbr/0377.html. Läst 4 mars 2012.